# مارتین آدم
مارتین آدم (انگلیسی: Martin Ádám؛ زادهٔ ۶ نوامبر ۱۹۹۴) بازیکن فوتبال اهل مجارستان است.که در باشگاه فوتبال اولسان اچ‌دی در پست مهاجم بازی می‌کند.
از باشگاه‌هایی که در آن بازی کرده‌است می‌توان به باشگاه ورزشی واشاش اشاره کرد.
وی همچنین در تیم‌های ملی فوتبال زیر ۲۱ سال مجارستان و مجارستان بازی کرده‌است.